# Straight Songs of Sorrow
Straight Songs of Sorrow je sólové studiové album amerického zpěváka Marka Lanegana. Vydalo jej vydavatelství Heavenly Recordings dne 8. května 2020 a spolu s Laneganem jej produkoval jeho dlouholetý spolupracovník Alain Johannes. Na albu se podílela řada hostů, včetně Grega Dulliho z The Afghan Whigs, Johna Paula Jonese z Led Zeppelin či Warrena Ellise z The Bad Seeds. Na dvou písních se autorsky spolupodílela Laneganova manželka Shelley Brien, která s ním zároveň v „This Game of Love“ zpívá duet. Deska obsahuje celkem patnáct písní. Skladba „Hanging On (For DRC)“ je poctou hudebníkovi Dylanu Carlsonovi.

## Seznam skladeb
1. I Wouldn't Want to Say – 5:46
2. Apples From a Tree – 1:55
3. This Game of Love – 4:47
4. Ketamine – 2:40
5. Bleed All Over – 3:35
6. Churchbells, Ghosts – 4:53
7. Internal Hourglass Discussion – 3:48
8. Stockholm City Blues – 3:38
9. Skeleton Key – 7:05
10. Daylight in the Nocturnal House – 3:05
11. Ballad of a Dying Rover – 4:36
12. Hanging On (For DRC) – 2:09
13. Burying Ground – 4:46
14. At Zero Below – 4:40
15. Eden Lost and Found – 2:46

## Obsazení
- Mark Lanegan – zpěv
- Alain Johannes – kytara, baskytara, syntezátor, shaker, programování bicích, perkuse, harmonium, flétna, doprovodné vokály
- Dylan Carlson – kytara
- Mark Morton – kytara
- Jack Irons – bicí, perkuse
- John Paul Jones – mellotron
- Warren Ellis – housle
- Adrian Utley – kytara, syntezátor
- Ed Harcourt – klavír, elektrické piano
- Shelley Brien – bicí automat, syntezátor, doprovodné vokály
- Jack Bates – baskytara
- Michael Parnin – bicí automat
- Sietse Van Gorkom – smyčce
- Greg Dulli – doprovodné vokály
- Simon Bonney – doprovodné vokály
- Wes Eisold – doprovodné vokály